# Lill-Furuön
Lill-Furuön är en vacker ö i Lule skärgård, öster om Fjuksön. Ön har vackra klippformationer längs den södra 
Lill-Furuöns naturreservat omfattar ön lite av kringliggande hav.